# Santa Ana, Tequila
Santa Ana är en ort i Mexiko.   Den ligger i kommunen Tequila och delstaten Jalisco, i den centrala delen av landet, 500 km väster om huvudstaden Mexico City. Santa Ana ligger 1 261 meter över havet och antalet invånare är 125.
Terrängen runt Santa Ana är varierad. Runt Santa Ana är det ganska tätbefolkat, med 83 invånare per kvadratkilometer. Närmaste större samhälle är Tequila, 5,6 km väster om Santa Ana. I omgivningarna runt Santa Ana växer huvudsakligen savannskog.